# Wolnzach
Wolnzach ist ein Markt im oberbayerischen Landkreis Pfaffenhofen an der Ilm im Hopfenland Hallertau. Wichtige Institutionen des Hopfenanbaus wie das Deutsche Hopfenmuseum und das Hopfenforschungszentrum sind in Wolnzach angesiedelt.

## Geografie

### Lage

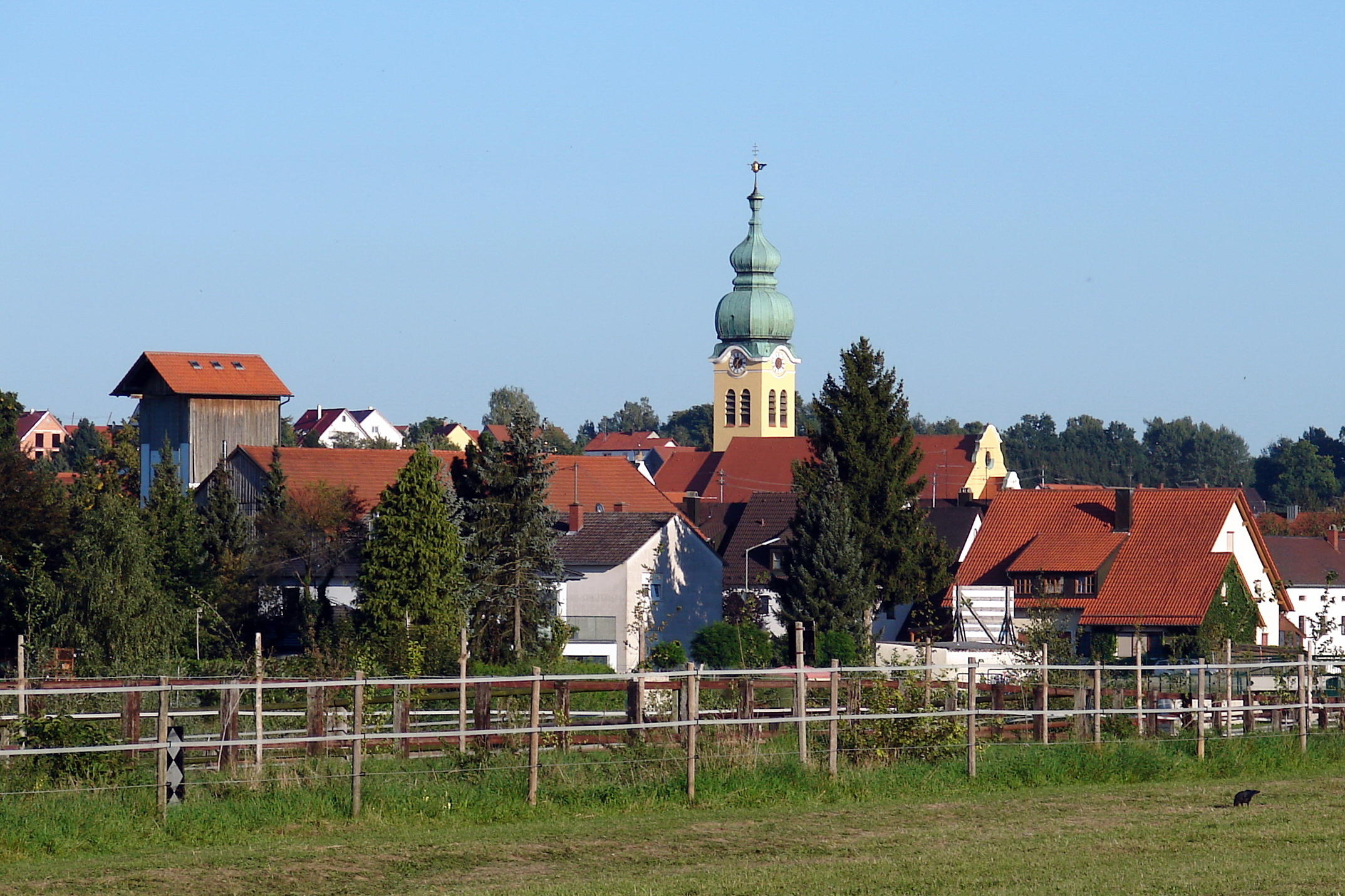
Ortsansicht von Wolnzach

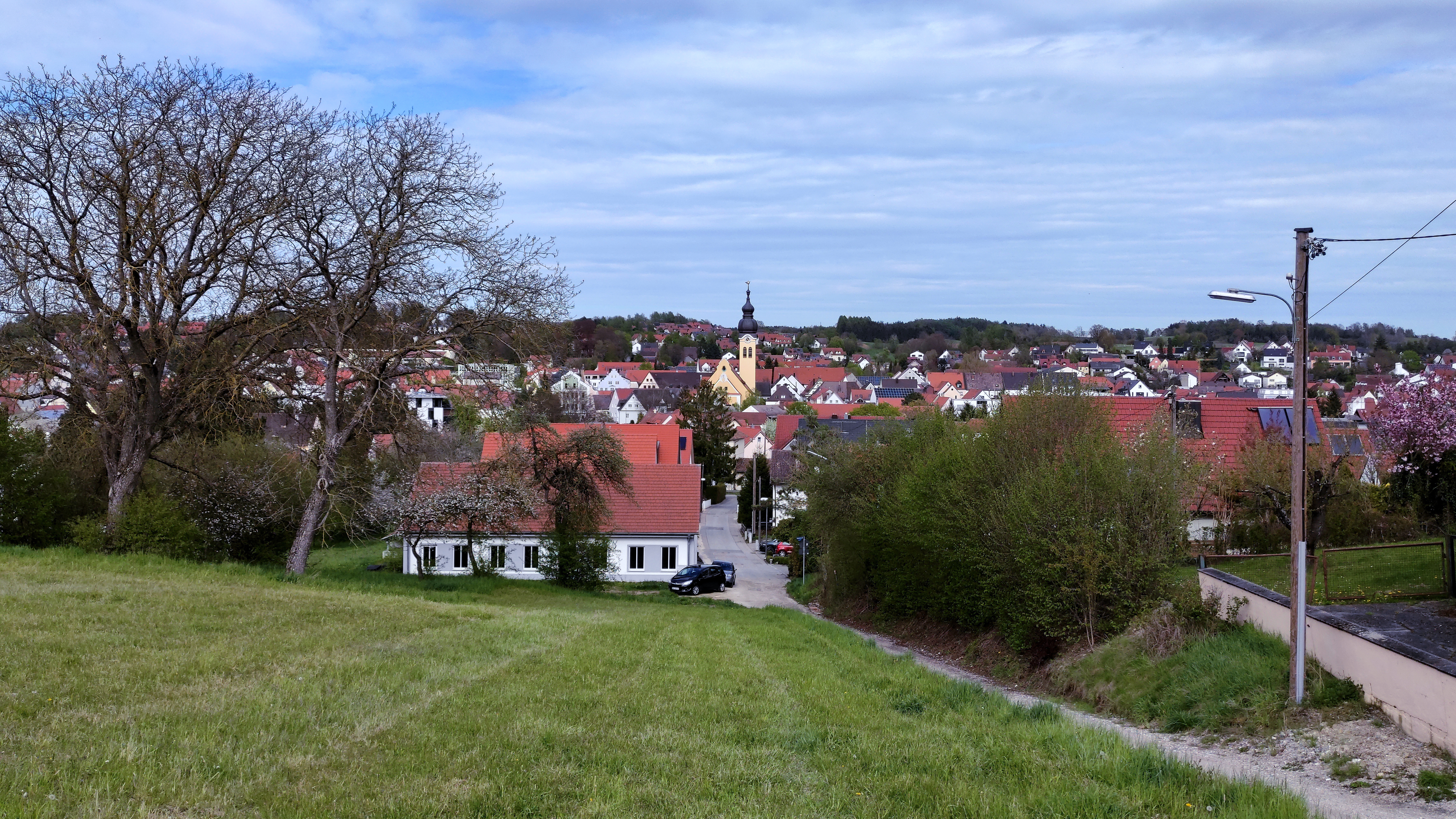
Ortsansicht von Westen

Die Gemeinde liegt im fruchtbaren Tertiärhügelland der Hallertau, dem größten zusammenhängenden Hopfenanbaugebiet der Welt. Es fließt die Wolnzach, ein linker Zufluss der Ilm, durch die Gemeinde. Die Gemeinde zählt mit dem Landkreis Pfaffenhofen an der Ilm zur Planungsregion Ingolstadt und ist im  Regionalplan als Grundzentrum eingestuft.

## Temperaturrekord
Am 12. Februar 1929 wurden hier −37,8 Grad °C gemessen.

### Gemeindegliederung
Es gibt 50 Gemeindeteile (in Klammern ist der Siedlungstyp angegeben):
- Abeltshausen (Einöde)
- Attenhausen (Weiler)
- Auhöfe (Weiler)
- Beigelswinden (Weiler)
- Bratzhof (Einöde)
- Bratzmühle (Einöde)
- Bruckbach (Einöde)
- Buch (Weiler)
- Burgstall (Kirchdorf)
- Edenthal (Einöde)
- Egg (Weiler)
- Eschelbach a.d.Ilm (Pfarrdorf)
- Gebrontshausen (Pfarrdorf)
- Geroldshausen (Pfarrdorf)
- Giglhof (Einöde)
- Gosseltshausen (Pfarrdorf)
- Grubwinn (Einöde)
- Gschwend (Weiler)
- Hagertshausen (Weiler)
- Hanfkolm (Einöde)
- Haunerhof (Einöde)
- Haushausen (Kirchdorf)
- Hirnsberg (Weiler)
- Hüll (Dorf)
- Irlmühle (Weiler)
- Jebertshausen (Kirchdorf)
- Kemnathen (Weiler)
- Königsfeld (Kirchdorf)
- Kreithof (Einöde)
- Kreut (Einöde)
- Krönmühle (Einöde)
- Kumpfmühle (Weiler)
- Larsbach (Kirchdorf)
- Lehen (Weiler)
- Lohwinden (Kirchdorf)
- Niederlauterbach (Kirchdorf)
- Nietenhausen (Einöde)
- Oberlauterbach (Pfarrdorf)
- Schlagenhausermühle (Einöde)
- Schreinmühle (Einöde)
- Schrittenlohe (Einöde)
- Schwaig (Weiler)
- Siegertszell (Weiler)
- Stadelhof (Weiler)
- Starzhausen (Dorf)
- Stockberg (Einöde)
- Thongräben (Weiler)
- Weingarten (Einöde)
- Wilhelm (Einöde)
- Wolnzach (Hauptort)

Gemarkungen innerhalb des Gemeindegebiets sind Burgstall, Eschelbach a.d.Ilm, Gebrontshausen, Geroldshausen i.d.Hallertau, Gosseltshausen, Haushausen, Königsfeld, Larsbach, Niederlauterbach, Oberlauterbach und Wolnzach.

## Geschichte

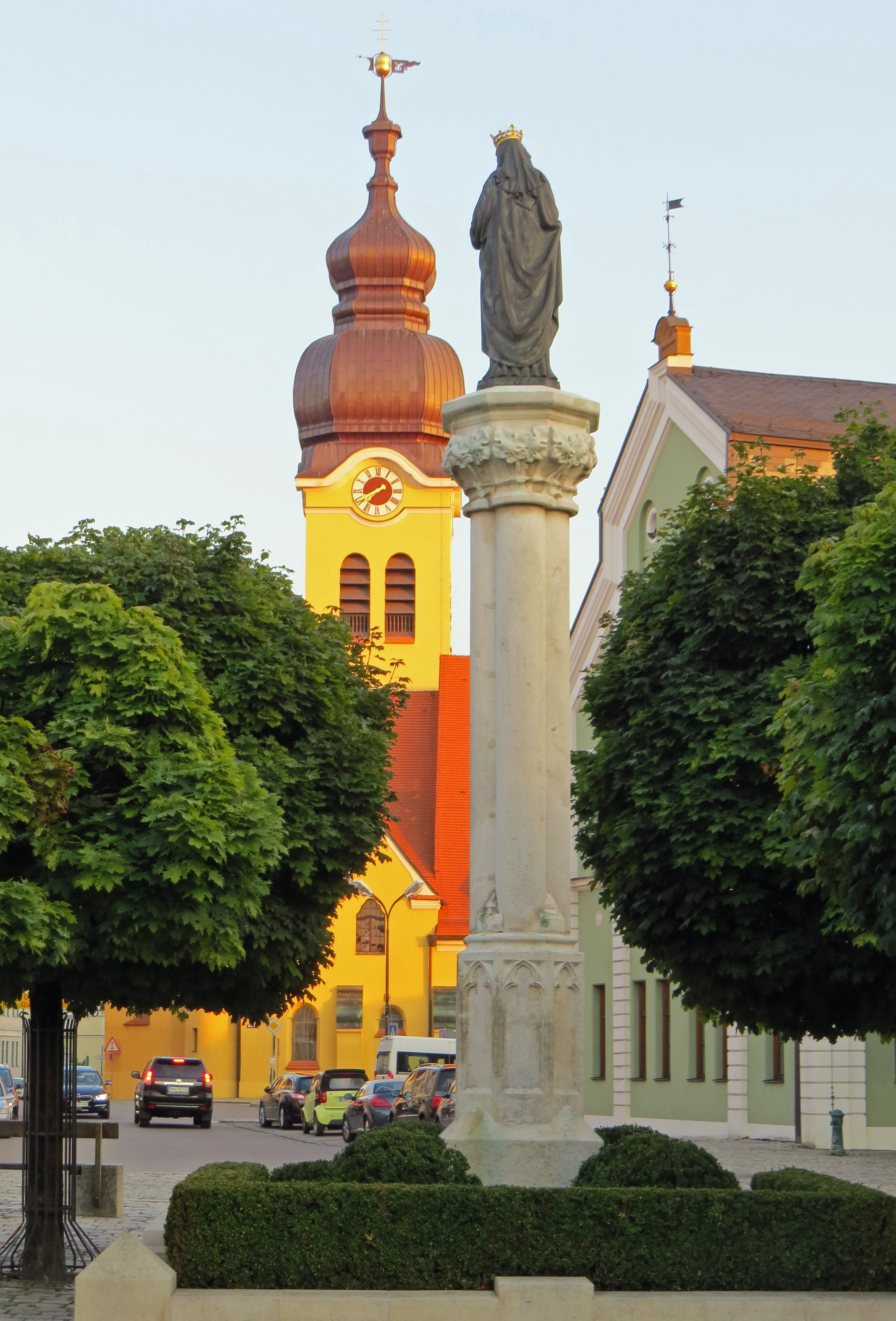
Marienplatz in Wolnzach

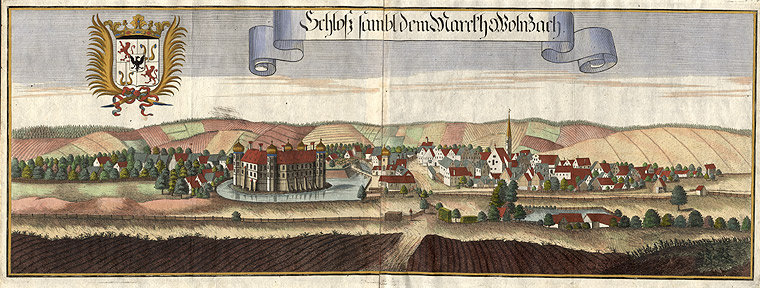
Michael Wening: Schloss und Markt Wolnzach, Anfang 18. Jahrhundert

### Bis zur Gemeindegründung
Wolnzach wurde erstmals 756 in der Gründungsurkunde von Kloster Wessobrunn als Wolamotesaha erwähnt. Der Ortsname geht auf den Fluss zurück und bedeutet ‚Ache des Wolamot‘. Der namensgebende Personenname geht auf althochdeutsch wolo ‚Glück, Heil‘ zurück.
Das edelfreie Geschlecht der Hoholde erhob Wolnzach gegen Ende des 11. Jahrhunderts zum Mittelpunkt seiner weit in die Hallertau reichenden Herrschaft. Diese fiel 1252/55 zum größten Teil an die Wittelsbacher, der kleinere Teil mit Ort und Burg Wolnzach gelangte auf dem Erbweg an die Herrn von Preysing. Seit dem Jahr 1270 besitzt Wolnzach das Marktrecht, der heutige Marktplatz wurde 1408 errichtet. 1465 wurde Hans von Preysing zu Wolnzach die Reichsfreiheit verliehen.
Schon 1482 fiel die Herrschaft Wolnzach nach der Eroberung durch Truppen Herzog Georgs des Reichen aber an Bayern-Landshut. Die nun zur Hofmark herabgestufte ehemalige Herrschaft Wolnzach befand sich von 1584 bis 1725 im Besitz der Familie Elsenheimer. Wolnzach wurde Sitz eines herzoglich-bayerischen Pflegamtes. Wolnzach besaß aber auch ein Marktgericht mit wichtigen Eigenrechten, gab diese Rechte aber Mitte des 16. Jahrhunderts an das Landgericht Moosburg ab. Die Zerstörung des Wolnzacher Schlosses erfolgte während des Dreißigjährigen Krieges 1632 durch die Schweden. Leopold Heinrich von Elsenheim begann 1697 das Schloss zu Wolnzach ganz neu aufzubauen.
Von 1726 bis 1802 bestand das Kloster Wolnzach, ein Kapuzinerkloster, das 1802 im Zuge der Säkularisation aufgelöst wurde. 1805 wurden alle Gebäude des Klosters abgetragen und für den Bau einer Mühle verwendet. Auch das Schloss zu Wolnzach wurde 1810 versteigert und anschließend abgebrochen.
Wolnzach hatte im Zuge der Verwaltungsreformen in Bayern zu Beginn des 19. Jahrhunderts seine Eigenrechte weitgehend verloren, wurde aber mit dem Gemeindeedikt von 1818 wieder eine selbständige politische Gemeinde.

### 19. bis 21. Jahrhundert
Nach der Verteilung der Gemeindegründe an Bauern nahm seit 1834 mit der Einführung des ersten Hopfensiegels in der Hallertau der Hopfenanbau einen nennenswerten Aufschwung. Im Jahre 1864 zählte der Markt 230 Häuser und 1300 Einwohner, die in den Lokalgewerben, hauptsächlich aber in der sehr stark betriebenen Hopfenkultur tätig waren. Seit den 1960er Jahren siedelte sich auch nennenswerte Industrie an. Seit 2002 gibt es in Wolnzach das Deutsche Hopfenmuseum.

### Eingemeindungen
Am 1. Juli 1971 wurden die Gemeinden Gebrontshausen (mit Jebertshausen), Gosseltshausen, Haushausen, Königsfeld und Niederlauterbach sowie ein Teil der Gemeinde Burgstall eingegliedert. Ein Teil der Gemeinde Berg, sowie von der Gemeinde Rudertshausen  die Weiler Buch und Egg, die Einöden Giglhof, Weingarten und Wilhelm kamen am 1. Juli 1972 hinzu. Am 1. Januar 1978 folgten Eschelbach an der Ilm, Geroldshausen, Larsbach und Oberlauterbach.
In den eingemeindeten Orten leben heute zusammen ca. 4700 Menschen, während die Einwohnerzahl des Hauptortes Wolnzach etwa 7000 beträgt.

### Einwohnerentwicklung
Zwischen 1988 und 2018 wuchs der Markt von 7.996 auf 11.622 um 3.626 Einwohner bzw. um 45,4 %.
| Jahr      | 1840  | 1900  | 1925  | 1950  | 1961  | 1970  | 1987  | 1991  | 1995  | 2000   | 2002   | 2004   | 2005   | 2006   | 2008   | 2010   |
| Einwohner | 3.880 | 6.093 | 6.712 | 9.071 | 7.352 | 7.541 | 7.752 | 8.681 | 9.543 | 10.466 | 10.660 | 10.850 | 10.829 | 10.819 | 10.863 | 10.884 |

| Jahr      | 2011   | 2012   | 2013   | 2014   | 2015   | 2016   | 2019   | 2020   | 2022   | 2023   |
| Einwohner | 10.904 | 11.037 | 11.081 | 11.295 | 11.450 | 11.452 | 11.658 | 11.704 | 11.835 | 11.983 |

## Politik

### Marktgemeinderat und Bürgermeister
Der Gemeinderat der Gemeinde Wolnzach umfasst 24 Sitze und setzt sich seit der Kommunalwahl am 15. März 2020 wie folgt zusammen:
| Partei / Liste                    | 0Sitze0 |
| --------------------------------- | ------- |
| CSU                               | 8       |
| FW                                | 5       |
| Gemeinsam für Wolnzach (GfW)      | 4       |
| SPD                               | 3       |
| GRÜNE                             | 2       |
| FDP                               | 1       |
| Bürgergemeinschaft Wolnzach (BGW) | 1       |
| Sitze gesamt                      | 24      |

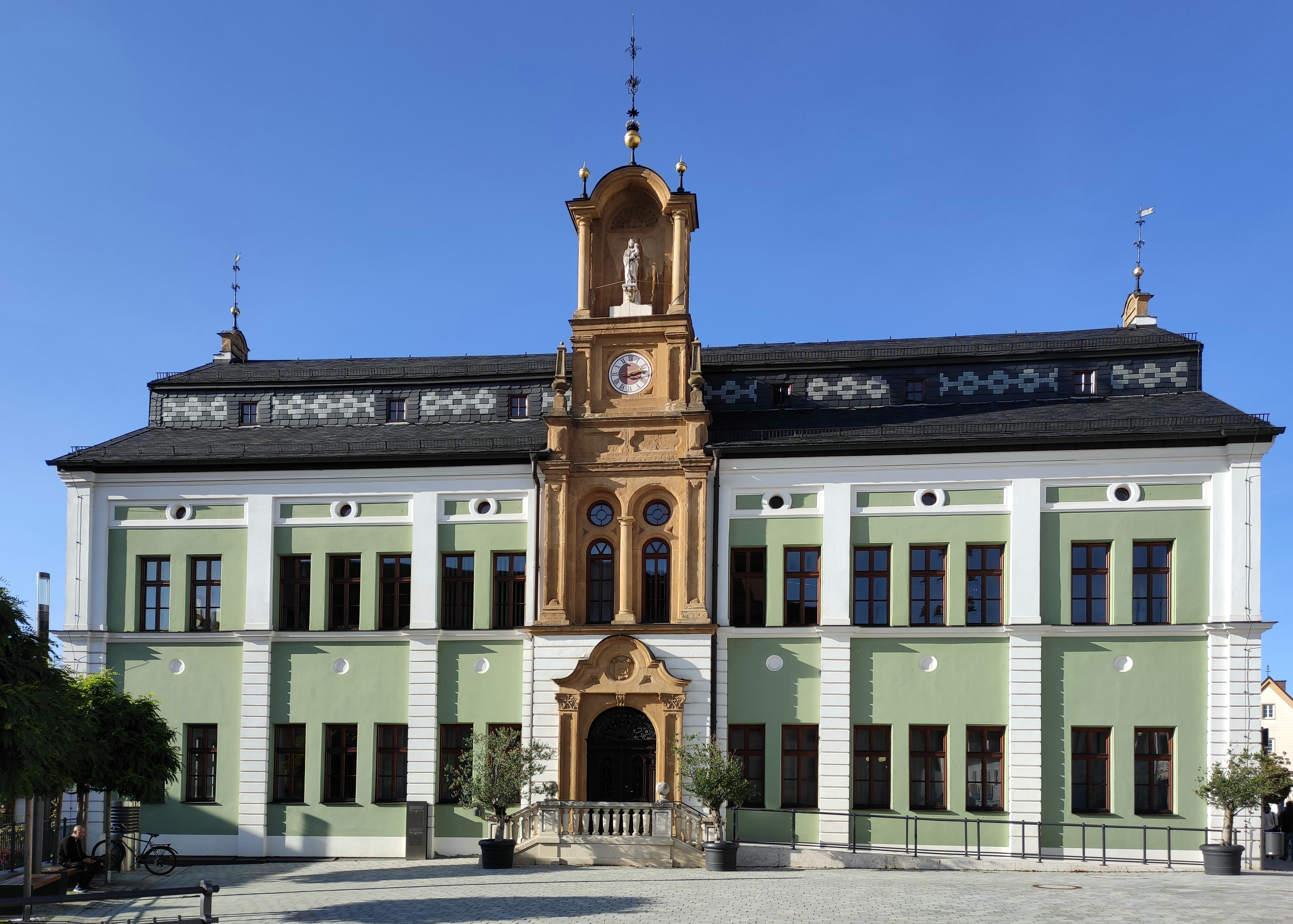
Wolnzacher Rathaus

Seit der Kommunalwahl im März 2008 ist Jens Machold Erster Bürgermeister (CSU).

### Wappen
| Wappen des Marktes Wolnzach | Blasonierung: „In grün auf silbernem Dreiberg ein aufspringendes goldenes Rehkitz.“                                                             |
| Wappen des Marktes Wolnzach | Das Wappen wird seit dem 14. Jahrhundert geführt. Es findet schon in den ältesten Siegeln, die in Abdrucken von 1370 und 1583 überliefert sind. |

### Gemeindepartnerschaften
Partnergemeinde von Wolnzach ist Poperinge in Belgien.

## Kultur und Sehenswürdigkeiten

### Baudenkmäler
Der Marktplatz von Wolnzach mit der katholischen Pfarrkirche St. Laurentius, dem Rathaus und seiner umgebenden Bebauung bildet ein historisch bedeutendes Ensemble.

### Kirchen
- Die Kirche St. Laurentius ist die Pfarrkirche der katholischen Gemeinde.
- Die Auferstehungskirche dient der evangelisch-lutherischen Gemeinde in Wolnzach.

### Brauereien
Im Jahre 1999 wurde in Wolnzach die Bürgerbräu als Gemeinschaftsbrauerei von zwölfhundert Bürgern gegründet. Das dort gebraute Bier konnte bei einer Brauereibesichtigung verkostet werden. Die Firma wurde 2014 insolvent und wird seit Mitte 2015 von der Urban Chestnut Brewing Co als UCBC Hallertauer Brauerei fortgeführt. Im Gemeindeteil Larsbach befindet sich die Privatbrauerei Lampl-Bräu, dort werden Spezialbiere gebraut und es werden ebenfalls Führungen angeboten.

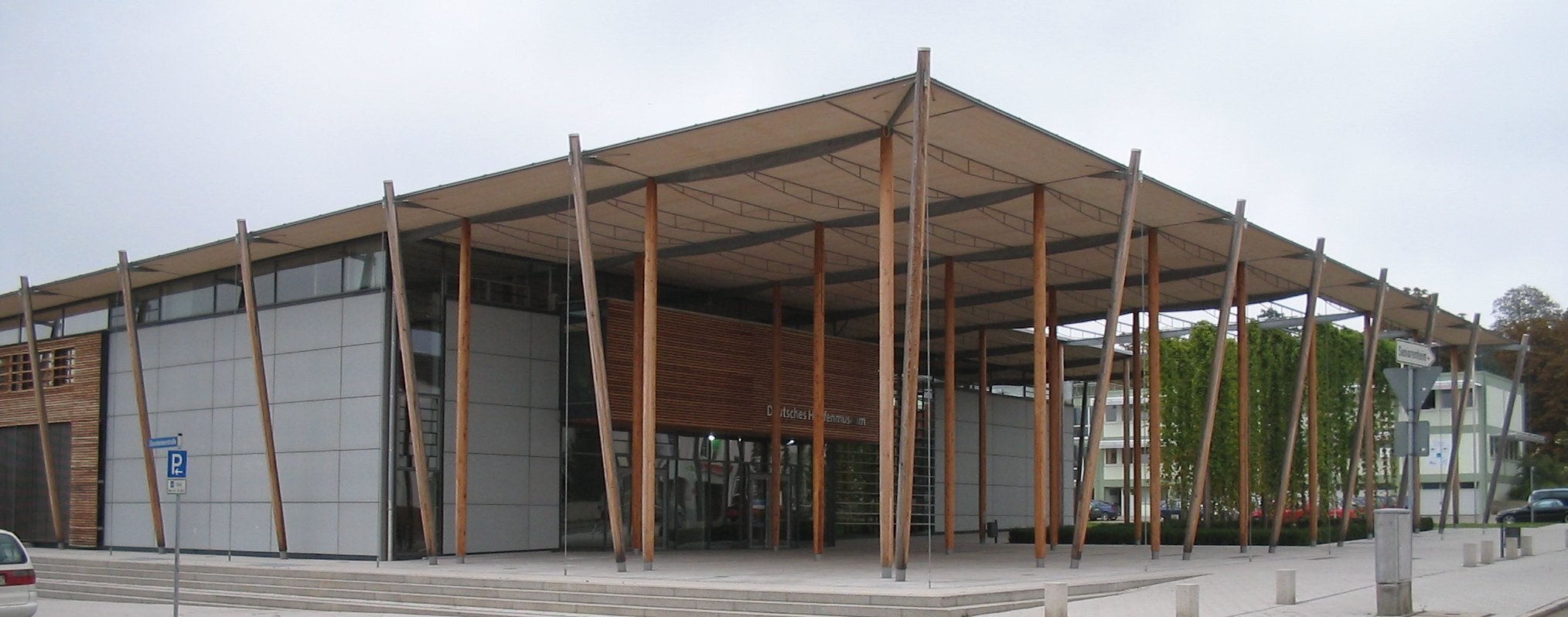
Deutsches Hopfenmuseum

### Museen
- Deutsches Hopfenmuseum
- Museum Kulturgeschichte der Hand
- Hallertauer Lehrpfad Wolnzach
- Marktbücherei

### Regelmäßige Veranstaltungen
- Volksfest (Anfang bis Mitte August), hier findet auch die Wahl der Hallertauer Hopfenkönigin statt.
- Zirkus Tonelli (alle zwei Jahre am Unsinnigen Donnerstag), in diesem Zirkus machen meistens Leute aus Wolnzach und Umgebung mit.
- Motorrad-Grasbahnrennen jährlich an Mariä Himmelfahrt (15. August) auf der Zeilhofbahn in Nandlstadt das Internationale Grasbahnrennen des MSC Wolnzach/Nandlstadt
- LAUF10!, ein seit 2008 jährlich im Juli stattfindender 10-km-Lauf mit vorangehendem sportwissenschaftlichen Training in Begleitung der Abendschau des BR mit anschließendem Fest

## Wirtschaft und Infrastruktur

### Bildung
- Grund- und Mittelschule Wolnzach

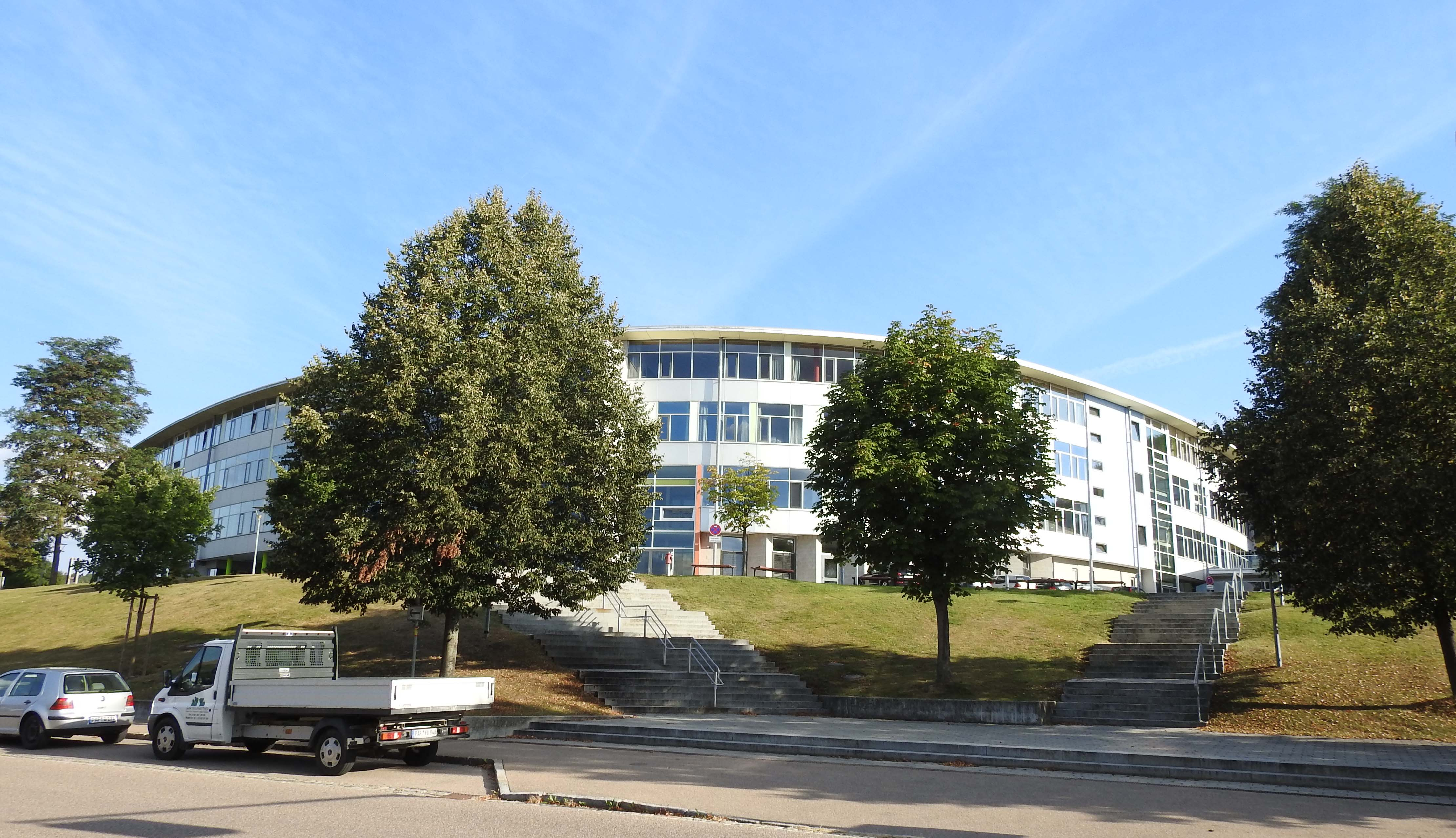
Hallertau-Gymnasium

- Das Hallertau-Gymnasium Wolnzach ist ein Naturwissenschaftlich-technologisches (NTG) und Sprachliches Gymnasium (SG)
- Kindergärten:
  - Kirchliche:
    - St. Raphael
    - St. Andreas, Oberlauterbach

  - Gemeindliche:
    - Kindergarten am Brunnen
    - Kindergarten Sonnenblume
    - Kindergarten Don Bosco, Eschelbach
- Jugend- und Bildungsdorf Wolnzach[15]

### Unternehmen
- ARS Altmann AG, Automobillogistik
- Linner GmbH, Werkzeugmacher
- Kastner AG, Druckerei
- WALTRON Electronic-Gerätebau D. Walter GmbH, Hersteller von Industrieelektronik
- Hopfenverwertungsgenossenschaft[16]
- Milchprüfring Bayern e. V.[17]
- Hopfenveredlung St. Johann GmbH (NATECO2[18])

### Verkehr
- Durch den Ort führt die A93 (Richtung Regensburg und Hof), die wenige Kilometer westlich des Orts am Autobahndreieck Holledau auf die A9 (München – Berlin) trifft. Im Ortsgebiet befindet sich die Anschlussstelle „Wolnzach“. Die nächsten (Behelfs-)Anschlussstellen zur A9 sind „In der Holledau“ und „Langenbruck“.
- Bahnanbindung besteht durch die Bahnstrecke München–Treuchtlingen: Im Halbstundentakt halten am fünf Kilometer entfernten Bahnhof Rohrbach (Ilm) Regionalzüge nach München, Ingolstadt, Treuchtlingen und Nürnberg, darunter seit 2006 auch der München-Nürnberg-Express.
- Die Hallertauer Lokalbahn ist seit 1969 nur noch im Güterverkehr in Betrieb, zwischen Rohrbach (Ilm) und Wolnzach verkehren heute regelmäßig Züge für die ARS Altmann AG; seit 2006 finden vereinzelt Sonderfahrten des „Wolnzach-Express“ auf diesem Streckenabschnitt statt.[19]
- Zum Bahnhof Rohrbach (Ilm) können wochentags Rufbusse angefordert werden, darüber hinaus bestehen ab Wolnzach nur noch einzelne Busverbindungen nach Rohrbach, Geisenfeld, Langenbruck, Pfaffenhofen und Rudelzhausen.[20]
- Der Internationale Verkehrsflughafen München „Franz-Josef-Strauß“ ist von Wolnzach aus in etwa 30 Minuten erreichbar, über Autobahn oder Landstraße (Direktverbindung) via Freising.
- Etwa fünf Kilometer nördlich des Zentrums liegt das Segelfluggelände Hallertau.
- Die Hallertauer Hopfentour, ein Radweg durch die Hallertau verläuft durch den Markt.[21]

### Forschung
- Hopfenforschungszentrum Hüll

### Öffentliche Einrichtungen
- Das Schwimm- und Erlebnisbad ist ein Freibad mit vier Becken und zahlreichen Freizeitmöglichkeiten. Eines der Becken ist ein Warmbad mit einer Wassertemperatur von mindestens 30 °C.

## Kälterekord
Am 12. Februar 1929 wurde in Wolnzach-Hüll der bisherige Kälterekord im Messnetz des Deutschen Wetterdienstes mit −37,8 Grad Celsius gemessen, siehe auch Temperaturrekorde in Deutschland.

## Persönlichkeiten

### Söhne und Töchter der Gemeinde
- Frobenius Forster (1709–1791), katholischer Philosoph, Historiker und Pädagoge
- Primus Koch (1752–1812), Augustiner-Chorherr, Seelsorger und Lehrer
- Michaela Morasch (1758–1826), Äbtissin
- Josef Schlicht (1832–1917), Volkskundler und Heimatforscher, geboren in Geroldshausen
- Josef Aichbichler (1845–1912), Politiker, Reichstagsabgeordneter
- Alois Dallmayr (1849–1903), Kolonialwarenhändler (Namensgeber des Delikatessengeschäfts Dallmayr in München)
- Sebastian Schlittenbauer (1874–1936), Politiker (BVP)
- Klotilde Gollwitzer-Meier (1894–1954), Ärztin, Physiologin und Hochschullehrerin
- Ferdinand Seitz (1894–1973), Bildhauer, Autor und Laienforscher zu den Externsteinen
- Georg Biederer (1900–1967), Politiker (NSDAP)
- Jakob Semler (1920–2004), Architekt
- Benno Hubensteiner (1924–1985), Historiker und Hochschullehrer
- Josef Angermüller (1949–1977), Motorrad-Bahnrennfahrer
- Max Weichenrieder (* 1950), Politiker (CSU) und Präsident des Oberbayerischen Bauernverbands
- Josef W. Seifert (* 1954), Pädagoge
- Dominik Grüllich (* 2002), Dartspieler
- Marius Wörl (* 2004), Fußballspieler, geboren in Gosseltshausen

### Persönlichkeiten mit Verbindung zu Wolnzach
- Carl Zimmer (1873–1950), Zoologe und Spezialist für Krebstiere
- Paulinus Fröhlich (1903–1986), Pfarrer, Chronist und Ehrenbürger von Wolnzach
- Erich Klöckner (1913–2003), Flugpionier und Testpilot
- Rudolf Engelhard (* 1950), Politiker (CSU)